# Maurice Boitel
Maurice Boitel (Tillières-sur-Avre, 13 juli 1919 - Audresselles, 11 augustus 2007) was een Franse kunstschilder. Hij behoorde tot de artistieke beweging genaamd “La Jeune Peinture” (de jonge schilderkunst) van de l’Ecole de Paris (de Parijse school), samen met o.a. Bernard Buffet, Jansem, Yve Brayer en Michel Henry. In 1955 schreef André Warnod in een artikel in Le Figaro dat Boitel tot de belangrijkste vertegenwoordigers van de nieuwe Parijse school behoort. Na zijn dood in 2007 in Oderzelle-Audresselles (Pas de Calais) vernoemden verschillende gemeenten straten naar hem.

## Biografie
Maurice Boitel heeft veel Nederlandse landschappen geschilderd, onder andere in Rotterdam en Volendam, waar hij grote doeken realiseerde. Hij heeft ook meerdere litho’s van deze plaatsen gemaakt. Nederland trok hem aan door zijn studie naar het werk van Johannes Vermeer, in het bijzonder de luchten die Vermeer in Delft schilderde. Hij was een expert over Vermeer’s schilderkunst. Zo was hij de eerste die ontdekte dat sommige schilderijen die toegeschreven werden aan Vermeer vervalsingen waren.
Maurice Boitel werd geboren op 31 juli 1919 in Normandië. Tot zijn 12e woonde hij in Gevrey-Chambertin (Bourgondië). Al vanaf zijn 5e tekende hij veel, en wilde hij schilder worden. Vlak na de Tweede Wereldoorlog – waarin hij deelnam aan een gevechtseenheid – was hij leerling aan de kunstacademie in Dijon; in het atelier van André Claudot. Daarna werd hij toegelaten tot de L’Ecole Nationale Supérieure des Beaux-Arts in Parijs; in het atelier van Eugène Narbonne.

## Tentoonstellingen en prijzen
In 1946 won Maurice Boitel de Abd-el-Tif prijs, die hem in staat stelde om twee jaar met zijn familie in Algiers (Algerije) te verblijven.
Na zijn terugkeer vanuit Algiers naar Parijs exposeerde hij in de salon van onafhankelijke kunstenaars, in de Salon de Jeune Peinture, in de Salon d’Autome (herfst), Salon de la Societé nationale des beaux-arts, en in de Salon Comparaisons (vergelijkingen). Hij is lid van de commissies van deze 2 laatste salons.
In 1949 is er een tentoonstelling van zijn schilderijen uit Algiers in de galerie de l'Elysée, Faubourg Saint-Honoré.
In 1951 heeft hij hier weer een tentoonstelling. Hij doet ook mee aan een groepstentoonstelling in de galerie Suillerot, aan thema tentoonstellingen van de vereniging van kunstliefhebbers, voorgezeten door Hébertot.
In 1954 won Boitel de prijs Maurice Pierre de la Jeune Peinture.
In 1956 werd aan Boitel de Grand Prix schilderen toegekend door de stad Saint-Afrique, in de Durand-Ruel galerie.
In 1958 werd de Antral prijs aan hem uitgereikt door de stad Parijs, en presenteert hij zich in een tentoonstelling in de galerie René Drouet in de Rue du Faubourg-Saint-Honoré.
In 1959 werd de prijs Winsor en Newton (Parijs – London) toegekend.
In 1963 werd de prijs Pierre Puvis de Chavannes uitgereikt door de Nationale Maatschappij voor Schone Kunsten (SNBA), die hem in staat stelt om een ensemble van zijn werken te presenteren in het Museum voor Moderne Kunsten in Parijs.
In 1966 won hij de Francis Smith prijs (Casa do Portugal), die hem een verblijf in Portugal aanbood.
In 1970 werd Boitel door de marine uitgenodigd om op het vliegdekschip Clémenceau te verblijven. Hij realiseert in deze periode meerdere grote schilderijen in de Rotterdamse haven.
Exposities in de musea van Boulogne-sur-Mer (Boone), Saint-Maur, Montreuil-sur-Mer stellen hem in staat om in meerdere zalen schilderijen te presenteren van onder andere landschappen in Frankrijk, Italië, Spanje, en Nederland.
In 1990 wijdt de Salon d’Atomne een eerbetoon aan Boitel in 3 zalen van het Grand Palais in Parijs.
In 1999 nodigt de president van het comité van de Salon des Indépendants in Parijs hem uit om een retrospectief van zijn oeuvre te presenteren in het Grand Palais de Paris(Grand-Palais te Parijs).
In 2003 kent de Salon de la Société nationale des beaux-arts in Parijs hem een gouden medaille toe.

## Recente exposities
Mei 2010: expositie in château-musée de Bologne-sur-Mer: Maurice Boitel en de Nieuwe school van Parijs
Van mei tot oktober 2011 werden 50 werken uit de periode 1937 – 1951 geëxposeerd in Nuits-Saint-Georges onder de titel “Maurice Boitel van Algiers naar Nuits-Saint-Georges”
Ieder jaar in december exposeert de Société Nationale des Beaux-Arts een van zijn schilderijen in het Louvre.

## Locaties van het oeuvre van Maurice Boitel
Het gemeentefonds van hedendaagse kunst in Parijs heeft een 30-tal werken van Boitel. Hij was eregast in meerdere salons in Rosny-sous-Bois (1980), Blois (1983), Wimereux (1984), Villeneuve-le-Roi (1984), Yvetot (1986), Maison-Alfort (1987), Bourges (1987), Saumur (1987), Metz (1991), Limoges (1992), Tours (1992). Liefhebbers o.a. in Groot-Brittannië, Nederland, Duitsland, Zwitserland, Iran, Japan, de VS, Venezuela en Brazilië, verwierven vele schilderijen, evenals de Franse staat en de stad Parijs. Een deel van zijn oeuvre is te zien in Dijon, Saint-Maur-des-Fossés, Nuits-Saint-Georges,Sceaux, Valence, Algiers (de ingang van de villa Abd-El-Tif), Constantine (de villa van de arcades) Bejaia-Bougie, de Mairie van Parijs, en in enkele Franse ambassades (o.a. Bogota en Kinshasa). Sinds 1953 resp. 1955 staan er keramieken panelen van hem in de Voltaire schoolgroepen in Montreuil-sous-Bois (Seine-Saint-Denis) en Jean-Charles Gatinot Montgeron (Essonne). Hij realiseerde en bakte deze keramieken in een oven die hij in zijn atelier maakte.
Oeuvre

## De evolutie van de schilder Boitel duurt onmerkbaar zijn hele leven.
Tot 1946 – het jaar van zijn huwelijk – schildert hij expressief met aardkleuren. Van 1946 tot 1952 schildert hij zeer kleurrijk, zeker in Algiers. Van 1952 tot 1965 realiseerde hij zeer persoonlijke schilderijen, in landschappen met raamwerken waarin objecten gedefinieerd worden door zwarte contouren, enkele afgeplat door een mes. In deze periode schilderde hij veel in Parijs, en in de omgeving van Cap Gris-Nez. Rond Cap-Gris-Nez realiseerde hij sobere en sombere beelden van stormen en boten op het strand. Ook schilderde hij mensen en portretten, o.a. van pluimveehouders, clowns en matrozen.
Van 1958 tot 1965 schilderde hij iedere zomer in Cadaqués aan de noordkust van Catalonië (Spanje). Zijn stijl blijft altijd stevig opgezet, maar in Mediterraan licht en levendige kleuren; landschappen, zeezichten, drukte op het strand, e.d. Vanaf 1965 blijft zijn werk gestructureerd, maar contouren vervagen. Hij gebruikt de voordelen van de aquareltechniek, o.a. in Volendam, Nice en Italië. Elk jaar continueert hij ook zijn werk nabij Cap Gris-Nez / Audresselles, en in Ambazac in de Limousin. Zijn woonplaats Parijs voorzag Boitel ook van veel onderwerpen in Montmartre, Bois de Vincennes, de Seine-eilanden, de Marne en Guermantes Conches-sur-Gondoire. Vanaf 1980 neigde hij ertoe om een geïdealiseerde werkelijkheid op te roepen in zijn werk.

## Hommages
Het 2 kilometer lange pad rond het lac Daumesnil (meer Daumesnil) in het Bois de Vincennes (Vincennes bos) in Parijs is genaamd “Promenade Maurice Boitel (1919 – 2007) schilder”.
De Belvedère straat langs de zee in Audresselles is herdoopt tot Allee Maurice Boitel. De gemeente Parijs plaatste een plaquette op zijn voormalige atelier aan 4 Avenue Courteline in het 12e arrondissement te Parijs.

## Enkele kunstcritici en schrijvers die het werk van Boitel becommentarieerden
- Emmanuel Roblès, Georges-Emmanuel Clancier, Robert Beauvais, André Warnod, Raymond Cogniat (Figaro), Jean Monneret (Figaro), Guy Vignoth, Philippe Lejeune.
- Radio Courtoisie: laatste radio interview met Maurice Boitel uit 2001. Aantekeningen en referenties https://web.archive.org/web/20141105181704/http://blog.mauriceboitel.com/2014/02/5-mars-2014-inauguration-promenade.html

- Bibliothèque nationale de France: cb14970026d (data)
- Gemeinsame Normdatei: 174186843
- International Standard Name Identifier: 0000 0000 7846 8130
- RKD-Nederlands Instituut voor Kunstgeschiedenis: 484965
- SNAC: w6fr7fdv
- Union List of Artist Names: 500041284
- Virtual International Authority File: 95948671
- WorldCat: E39PBJc3DqvpQ8V7QcpkwGXWXd